# Epilampra gatunae
Epilampra gatunae är en kackerlacksart som först beskrevs av Morgan Hebard 1920.  Epilampra gatunae ingår i släktet Epilampra och familjen jättekackerlackor. Inga underarter finns listade i Catalogue of Life.